# Eugeniusz Molski
Eugeniusz Molski (ur. 1942 w Bagienicach) – polski artysta współczesny, plastyk, ceramik i podróżnik.

## Życiorys
Absolwent Państwowego Liceum Sztuk Plastycznych w Nałęczowie i Państwowej Wyższej Szkoły Sztuk Plastycznych we Wrocławiu. Dyplom otrzymał w 1969 w malarstwie architektonicznym i ceramice.
Od 1969 do 2006 pracował w Liceum Sztuk Plastycznych w Nowym Wiśniczu. Uprawia malarstwo, malarstwo ścienne, ceramikę, rzeźbę. Od 2008 r. Honorowy Ambasador Ziemi Wiśnickiej.
Brał udział w ponad 200 – tu wystawach indywidualnych i 200 zbiorowych w kraju i za granicą. Jest laureatem prestiżowych nagród i wyróżnień.
W 2007 roku obchodził 40-lecie pracy twórczej. Jego prace znajdują się w licznych zbiorach kolekcjonerów
krajowych i zagranicznych.

## Wystawy zagraniczne
Sztokholm, Düsseldorf, Frechen, (Niemcy) – medalierstwo 1978: Norymberga – ceramika, medal. 1981, 83, 84; Bratysława – malarstwo, medalierstwo 1983; Kijów – malarstwo 1983; Faenza (Włochy) – ceramika 1984,87; Kecskemét (Węgry) – emalia 1985; Hradec Králové – ceramika 1988; Frechen – ceramika 1994-98, 2001-2007.

## Najważniejsze wystawy indywidualne
- Wrocław: “Pałacyk” (2 razy), Galeria teatru “Kalambur” (2 razy);
- Tarnów: MOK, Muzeum Okręgowe, DK “Azoty” Galeria P.S.P. (3 razy); BWA Galeria “Sztylet”, KIK – galeria “Pod Aniołem”, WBP, MBP;
- Kraków: Galeria “Forum”, Śródmiejski Ośrodek Kultury. Galeria P.S.P.;
- Słupsk: BWA.;
- Dębica: Galeria MOK;
- Mielec: S.D.K.I..;
- Toruń: BWA;
- Biała Podlaska: BWA;
- Miechów: BWA;
- Bochnia: Biblioteka Publiczna, Muzeum im. S. Fischera;
- Kuopio (Finlandia); Biblioteka Publiczna;
- Joensu, Kajani (Finlandia): Galeria Diecezji Luterańskiej “Dialog”;
- Budapeszt: Ośrodek Informacji i Kultury Polskiej;
- Praga;
- Bratysława;
- Trencin (Słowacja);
- Ostrołęka;
- Zakopane: galeria „Yam”;
- Kraków: Galeria Szalom;
- Miechów: (wystawa retrospektywna).
- Mielec: (Genius Loci – wystawa jubileuszowa)
- Bełchatów:(Genius Loci – wystawa jubileuszowa)
- Tarnów:(Genius Loci – wystawa jubileuszowa)
- Nowy Wiśnicz:(Genius Loci – wystawa jubileuszowa)

## Rok jubileuszowy
- 2007 – „Genius Loci” seria wystaw i plenerów z okazji 40-lecia pracy twórczej, prace z lat 1967-2007
  - 10 III – Samorządowe Centrum Kultury w Mielcu
  - 14 IV – Muzeum Regionalne w Bełchatowie
  - 19 V – Muzeum Regionalne – Noc Muzeów w Rzeszowie – Wystawa i happening "Wirydarz płonących aniołów"
  - V – Teatr im. Ludwika Solskiego w Tarnowie
  - 27 XI – Wernisaż w Galerii Steel Forest w Warszawie
  - 8 XII Wernisaż wystawy “Chińskie Impresje i Madonny Świąteczne” w Mościckim Centrum Kultury ul. Traugutta w Tarnowie.
  - 10 XII Wernisaż wystawy „Podróże z Aniołem”

- Uczestnictwo w plenerach malarskich i ceramicznych
  - Międzynarodowy Plener Malarski w Łańcucie
  - Międzynarodowy Plener Malarski „Sacrum” w Tuchowie
  - Międzynarodowy Plener Ceramiczny w Zalaegerszeg

## Wyróżnienia, nagrody, zamówienia, zakupy
- 1973 – Toruń, Muzeum Okręgowe: “Pieśń” do zbiorów muzeum;
- 1977 – Bolesławiec, BOK: nagroda ZPAP, plener ceramiczny;
- 1978
  - Kraków, BWA, nagroda Rzeźba Roku Polski Południowej;
  - Tarnów, BWA, Nagroda Prezydenta Miasta; Muzeum Okręgowe: rzeźba “Fazy” do zbiorów;
- 1980-1981
  - Debrzno, nagroda gospodarza pleneru “Ceramika dla architektury”, nagroda Gdyńskiego Przedsiębiorstwa Ceramiki Budowlanej m.in. I nagroda w konkursie na ścianę ceramiczną
  - Łódź, Galeria PAX, III nagroda na wystawie “Sacrum w plastyce współczesnej”;
- 1984 – Rzeszów, MPKiK, wyróżnienie w konkursie “Rzeszowska Starówka”; – Książ: Biennale Ceramiki Polskiej. III nagroda na wystawie “Sztuka użytkowa `87";
- 1988 – Kraków, KDK “Pod Baranami”, nagroda w konkursie masek;
- 1989
  - Kraków, BWA, „Grand Prix w konkursie “Primum non nocere”;
  - Katowice, BWA, III nagroda za Formy przemysłowe;
  - Kraków, Muzeum Archidiecezjalne;
- 2000 – 134 wystawa indywidualna.
- 2003 – realizacja rzeźby Świętego Mikołaja z okazji 750-lecia lokacji Bochni, zdjęcie Świętego Mikołaja i Autora
- 2006 – realizacja statuetki „Anioł” na Tarnowskie Nagrody Filmowe
- 2007 – realizacja statuetki „Kogut” na Tarnowskie Nagrody Filmowe
- 2009 – I Ogólnopolski konkurs ceramiczny „Struny Światła” – II Nagroda